# منظمة بنات الهند الإسلامية
منظمة بنات الهند الإسلامية هي منظمة طلابية في الهند للبنات، وهي جناح طلابي نسائي تابع للجماعة الإسلامية الهندية. تهتم المنظمة بالمرأة ودروها تشكيل مستقبل المجتمع، والتربية والنشاط الإغاثي.
تنشط في العديد من الولايات الهندية مثل: راجاستان والبنغال الغربية وأتر برديش وتيلانغانا وماهاراشترا وكيرالا وكارناتاكا.
تقوم المنظمة بانتظام بإجراء فصول دراسية واجتماعات عامة، ونظم حملات للطالبات والشابات، كما تشارك في احتجاجات مكافحة الاغتصاب ومكافحة المخدرات.